# Venø Bugt
Venø Bugt er en ca. 100 km2 stor og op til 7 m dyb sydvendt bugt i Limfjorden, syd for Kås Bredning, med øen Venø mod vest, og afgrænses mod nord ved Venøs nordspids, Bradser Odde ved Nørskov Vig, halvøen Salling mod øst, og i bunden af bugten mod sydvest byen
Struer og lidt inde i landet Vinderup mod sydøst.
Ved Struer og Struer Bugt går den afskårne fjordarm Kilen cirka 4 km mod vest, og på østbredden ligger habitatområdet 32: Sønder Lem Vig og Geddal Strandenge der er en del af Natura 2000-programmet.
Den vestlige del omkring Venø er en del af habitatområde 62 Venø og Venø Sund og ligeledes en del af Natura 2000.
56°30′N 8°40′Ø / 56.500°N 8.667°Ø